# Campo de Mirra
Campo de Mirra község Spanyolországban, Alicante tartományban. Lakosainak száma 445 fő (2024). Campo de Mirra Beneixama, Biar, Cañada, Villena és Fontanars dels Alforins községekkel határos.

## Népesség
A település lakosságának változását az alábbi diagram mutatja:
| Lakosok száma | 402  | 428  | 409  | 424  | 438  | 437  | 440  | 415  | 429  | 445  |
|               | 2001 | 2004 | 2006 | 2009 | 2011 | 2014 | 2016 | 2019 | 2021 | 2024 |